# Gewichtheffen op de Paralympische Zomerspelen 1980
De VIe Paralympische Spelen werden in 1980 gehouden in Arnhem en Veenendaal, Nederland. Gewichtheffen was een van de 13 sporten tijdens deze spelen. 

## Evenementen
Er stonden elf evenementen op het programma voor de Mannen.
Dwarslaesie
- Licht-Vedergewicht tot 51 kg
- Vedergewicht tot 57 kg
- Lichtgewicht tot 65 kg
- Middengewicht tot 75 kg
- Licht-Zwaarwegewicht tot 85 kg
- Zwaarwegewicht over 85 kg

Amputatie
- Vedergewicht tot 57 kg
- Lichtgewicht tot 65 kg
- Middengewicht tot 75 kg
- Licht-Zwaarwegewicht tot 85 kg
- Zwaarwegewicht over 85 kg

## Mannen

### Dwarsleasie
| Klasse                         | gewicht | land | Goud             | land | Zilver              | land | Brons              |
| ------------------------------ | ------- | ---- | ---------------- | ---- | ------------------- | ---- | ------------------ |
| Licht-Vedergewicht tot 51 kg   | 162.5   | ISR  | Shmuel Haimovitz | POL  | Eugeniusz Skarupa   | FRA  | J. M. Barberane    |
| Vedergewicht tot 57 kg         | 175     | SWE  | Benny Nilsson    | FRA  | J. Ponnier          | POL  | Zdzislaw Kolodziej |
| Lichtgewicht tot 65 kg         | 187.5   | POL  | Jerzy Kuskowski  | USA  | Charles Roedelbronn | POL  | Bogdan Lis         |
| Middengewicht tot 75 kg        | 205     | FRA  | Jean Grandsire   | USA  | Edward Coyle        | AUS  | Brian McNicholl    |
| Licht-Zwaarwegewicht tot 85 kg | 230     | ISR  | Abraham Strauch  | POL  | Ryszard Tomaszewski | FRA  | Gerard Houdmond    |
| Zwaarwegewicht over 85 kg      | 250     | SWE  | Bengt Lindberg   | FRA  | N. Clemente         | ISR  | S. Dlugatch        |

### Amputatie
| Klasse                         | gewicht | land | Goud             | land | Zilver           | land | Brons          |
| ------------------------------ | ------- | ---- | ---------------- | ---- | ---------------- | ---- | -------------- |
| Vedergewicht tot 57 kg         | 65      | INA  | R. S. Arlen      |      |                  |      |                |
| Lichtgewicht tot 65 kg         | 120     | FRA  | Chorrihons       | FRA  | B. Dersigneri    | AUS  | Barry Kalms    |
| Middengewicht tot 75 kg        | 150     | FRA  | Bernard Barberet | SWE  | Kurt Henningsson | ISL  | Jonas Oskarson |
| Licht-Zwaarwegewicht tot 85 kg | 137.5   | SWE  | S. Soederborg    | FRA  | J. Chauvel       | BEL  | Marcel Chollot |
| Zwaarwegewicht over 85 kg      | 187.5   | SWE  | Arne Karlsson    | SWE  | Nils Karreberg   | FRA  | J. L. Dury     |

Atletiek · Basketbal · Boogschieten · Dartchery · Gewichtheffen · Goalball · Koersbal · Schermen · Schietsport · Tafeltennis · Volleybal · Worstelen · Zwemmen
Tokio 1964 ·
Tel Aviv 1968 ·
Heidelberg 1972 ·
Toronto 1976 ·
Arnhem 1980 ·
New York & Stoke Mandeville 1984 ·
Seoel 1988 ·
Barcelona 1992